# Пришиб (Омская область)
Приши́б — село в Азовском немецком национальном районе Омской области, административный центр Пришибского сельского поселения.

## Физико-географическая характеристика
Село находится в лесостепной зоне Омской области, в пределах Ишимской равнины, являющейся частью Западно-Сибирской равнины). Высота центра населённого пункта — 107 метров над уровнем моря. Гидрографическая сеть не развита: реки и крупные озёра отсутствуют. В окрестностях села распространены чернозёмы остаточно-карбонатные и языковатые обыкновенные.
Пришиб расположен в 70 километрах южнее Омска и 41 км к югу от районного центра села Азово. Близ села проходит автодорога Р393 (Омск — Одесское — граница с Казахстаном (на Кокчетов))
Климат
Климат резко континентальный (согласно классификации климатов Кёппена — влажный континентальный климат (Dfb) с тёплым летом и холодной и продолжительной зимой), с явно выраженными климатическими сезонами и значительными колебаниями температур в течение года. Многолетняя норма осадков — 374 мм. Наибольшее количество осадков выпадает в июле — 61 мм, наименьшее в марте — 13 мм. Среднегодовая температура положительная и составляет + 1,5° С, средняя температура самого холодного месяца января − 17,2° С, самого жаркого месяца июля + 19,9° С.
Часовой пояс
Село Пришиб, как и вся Омская область, находится в часовой зоне МСК+3. Смещение применяемого времени относительно UTC составляет +6:00.

## История
Поселение основано в 1906 году, на участке № 57, отведённом землеустроителями ещё в 1904 году. Место для посёлка землемеры запланировали заранее и нарекли его Романовка (очевидно, в честь правящей династии), но название это не прижилось, а утвердилось другое — Пришиб, возможно принесённое первыми жителями. Участок заселялся немцами — выходцами из Малороссии, где было несколько немецких колоний с названием Пришиб.
В год основания в посёлке на средства казны был сооружён колодец, позднее были отрыты колодцы при многих крестьянских усадьбах. В 1908 году образовано сельское общество в составе Александровской волости, а в 1910 году. Пришиб выделяется в самостоятельную сельскую управу, без подчинения какой-либо волости. В начале второго десятилетия XX века в посёлке построены три мельницы — две ветряных и одна паровая на жерновой подставе. Среди жилых построек преобладали дерновые и саманные избушки. В 1913 году часть жителей Пришиба переехала во вновь заведённый посёлок Сереброполье (в пределах участка № 57), в 1913—1914 гг. отдельные хозяйства выходят на хутора.
В 1924 году Пришиб после ликвидации Александровской волости передаётся в Одесский район. В 1930 году часть единоличных хозяйств образует колхоз имени К. Либкнехта. В последующие годы в него вошли и остальные хозяйства Пришиба. При колхозе действовали кузница, плотницкая и сапожная мастерские. В 1937—1938 гг. возводится жерновая мельница на нефтяном двигателе мощностью 28 ц/сутки. В годы войны большая часть работоспособного населения, как мужчины, так и женщины, оказались в трудармии. В 1951 году колхозы им. К. Либкнехта, «Красный Восток» (деревня Лабинка), им. Сталина (деревня Сереброполье) объединяются в единое хозяйство имени Сталина с центром в Пришибе. Через несколько лет колхоз переименован в колхоз им. К. Маркса. В 1976 году к колхозу села Пришиб присоединяется колхоз «Путь к коммунизму» с входившими в него казахскими аулами и русско-украинскими селениями: Кудук-Чилик, Даргер, Булекбай, Атар-Чилик и пр.
В 1961 году в селе было построено новое здание восьмилетней школы. В 1974 году состоялось открытие средней школы. В 1960-70-х гг. в селе строятся учреждения сферы обслуживания: пошивочная, парикмахерская, баня, стадион, спортзал, ФАП. В 1975 году отрывается памятник воинам-землякам, погибшим в годы Великой Отечественной войны.
В 1992 году село включено в состав Азовского немецкого национального района.
В 1990-х на базе колхоза было создано акционерное общество «Пришибское», ныне сельский производственный кооператив «Пришиб».

## Население
| 1909 | 1911 | 1914 | 1916 | 1920 | 1926 | 1939 |
| ---- | ---- | ---- | ---- | ---- | ---- | ---- |
| 287  | ↘238 | ↗277 | ↘240 | ↘132 | ↗217 | ↗408 |
| 1970 | 1979 | 1989 | 2002 | 2006 | 2010 | 2021 |
| ↗494 | ↗560 | ↗657 | ↗742 | ↘680 | ↗729 | ↘657 |

## Инфраструктура
В селе имеется МБОУ «Пришибская СОШ», МБУК «Молодежный», библиотека, отделение районного музея, врачебная амбулатория (ФАП), столовая, несколько частных магазинов